# 小多羅什夫
49°56′50″N 24°4′28″E / 49.94722°N 24.07444°E
小多羅什夫（烏克蘭語：Малий Дорошів），是烏克蘭西部的村莊，隸屬利維夫州的利維夫區。該村面積8.2平方公里，2001年人口229，人口密度每平方公里27.93人。